# Fabiano Leismann
Fabiano Leismann (São João do Oeste, 18 novembre 1991) è un calciatore brasiliano, difensore dell'Arīs Salonicco.

## Caratteristiche tecniche
È un terzino destro che può giocare anche da centrale.

## Palmarès

### Club

#### Competizioni nazionali
- Campionato brasiliano: 1

Palmeiras: 2016

#### Competizioni statali
- Campionato Catarinense: 1

Chapecoense: 2011